# Thomas Frank
Thomas Frank (født 9. oktober 1973) er en dansk fodboldtræner, der er cheftræner for den engelske Premier League-klub Tottenham Hotspur.
Han var i næsten tre år, fra juni 2013 til marts 2016, cheftræner for førsteholdet i Brøndby IF og har været træner for danske ungdomslandshold.
Han modtog i 2021 prisen for årets danske træner, kåret af transfermarkedets læsere.[kilde mangler]

## Fodboldkarriere
I sin aktive karriere spillede Thomas Frank kampe for Frederiksværk Boldklub og Melby-Liseleje IF

## Trænerkarriere
Thomas Frank startede sin karriere som træner i Frederiksværk Boldklub, hvor han i perioden 1995-1998 trænede klubbens U/8- og U/12-hold. I 1999 fik Frank sin bachelorgrad i idræt ved Institut for Idræt København, hvor han senere skrev speciale i coachingbaseret ledelsesstil.
Fra 1999 til 2004 var Frank ansat i Hvidovre IF som træner for U/14-, U/16- og U/18-holdene. Herefter blev han i 2005 ansat som ITU-træner i B93 som et led i DBU's ITU-projekt, og i 2006 blev han ITU-træner i Lyngby Boldklub, hvor han blev indtil han i 2008 blev ansat som træner for ungdomsholdene i DBU.

### Danmark U/16/17/19
Han startede som træner for U/16- og U/17-landsholdet og blev senere træner for U/19-landsholdet. I sin tid som ungdomstræner i DBU stod Frank i spidsen for årgangen, der er blevet udråbt som "Danmarks gyldne årgang", der som U/17-hold kom til U/17 EM og U/17 VM. 
Danmark U/16 : 25 kampe med 10 sejre, 3 uafgjorte og 12 nederlag. Danmark U/17 : 66 kampe med 38 sejre, 14 uafgjorte og 14 nederlag. Danmark U/19 : 15 kampe med 10 sejre, 1 uafgjort og 4 nederlag.

### Brøndby IF
I juni 2013 blev Thomas Frank præsenteret som ny cheftræner for Brøndby IF. Han blev præsenteret kort efter valget af en ny ledelse i klubben, der valgte at skifte den siddende cheftræner Auri Skarbalius.
I marts 2016, sagde Thomas Frank sit job som cheftræner i Brøndby IF op i kølvandet på "Oscar-skandalen," hvor bestyrelsesformand Jan Bech Andersen havde udskældt Thomas Frank og den tidligere sportsdirektør, Per Rud, på et fanforum for Brøndbys fans.
Superligaen 2013-14 : 33 kampe med 13 sejre, 13 uafgjorte og 7 nederlag.
Superligaen 2014-15 : 33 kampe med 16 sejre, 7 uafgjorte og 10 nederlag.
Superligaen 2015-16 : 20 kampe med 9 sejre, 5 uafgjorte og 6 nederlag.

### Brentford F.C.
Efter tiden i Brøndby skiftede Thomas Frank til den engelske Championship-klub Brentford F.C., hvor han blev assistenttræner og i oktober 2018 cheftræner.
I sæsonen 18-19 fik han med Brentford 34 kampe med 13 sejre, 7 uafgjorte og 15 nederlag. I 20/21-sæsonen førte han klubben i Premier League.